# Zofia Melechówna
Zofia Melechówna (ur. 20 stycznia 1926 w Wilnie, zm. 15 czerwca 2023 w Toruniu) – polska aktorka teatralna i filmowa.

## Życiorys
Przez pierwsze siedem lat pracowała w różnych teatrach w Warszawie, Olsztynie, Bielsku-Białej i Rzeszowie. W 1958 rozpoczęła pracę w Teatrze im. Wilama Horzycy w Toruniu. Wystąpiła m.in. w Wizycie starszej pani Friedricha Dürrenmatta, Zmierzchu Izaaka Babela, Iwonie Księżniczce Burgunda Witolda Gombrowicza, a także wielu innych sztukach autorstwa polskich i zagranicznych twórców. W 1984 zagrała w filmie Zabicie ciotki (rola Pilichowej), a w 2001 w Owocach miłości jako sąsiadka.
W 2005 została odznaczona przez ministra kultury Waldemara Dąbrowskiego Srebrnym Medalem „Zasłużony Kulturze Gloria Artis”.